# Vittorio Veneto (1940)
Vittorio Veneto fue un acorazado italiano perteneciente a la clase Littorio. Sirvió en la Regia Marina durante la Segunda Guerra Mundial. Fue llamado así después de la victoria italiana en la Primera Guerra Mundial en la Batalla de Vittorio Veneto.

## Construcción
La quilla del Vittorio Veneto fue puesta en grada en los astilleros  Cantieri Riuniti dell'Adriatico de Trieste en 1934; fue botado el 25 de julio de 1937, y se completó su construcción en 1940, tras la entrada de Italia en la guerra contra Francia y el Reino Unido. 
El Vittorio Veneto fue diseñado por el ingeniero naval y general Umberto Pugliese y fue el primer acorazado en exceder los límites del  Tratado Naval de Washington (35 000 toneladas de desplazamiento). En 1942, el Vittorio Veneto fue el primer acorazado italiano en estar equipado con un radar, un "Gufo" E.C. 4.

## Acciones
El Vittorio Veneto tomó parte en la batalla del Cabo Teulada (27 de noviembre de 1940), donde sus cañones de grueso calibre (19 proyectiles en 7 salvas de largo alcance) causaron la retirada de los cruceros británicos.
Durante la misión del 26 de marzo al 29 de marzo de 1941, el Vittorio Veneto participó en eventos dramáticos de la batalla del Cabo Matapán, luchando en la costa del Peloponeso, donde, tras asustar a un escuadrón de naves británicas cerca de la isla de Gavdos e infligir un daño menor en ellas, recibió el impacto de un torpedo, lo que le obligó a volver a su base en Tarento . 
La flota italiana presentó una formación de cinco líneas defensivas para proteger al Vittorio Veneto, pero un segundo ataque aéreo y la subsecuente batalla nocturna causaron el hundimiento de tres cruceros pesados y dos destructores por el fuego de acorazados británicos.
A pesar de acumular 4000 toneladas de agua debido a los daños por torpedo, el acorazado fue capaz de alcanzar Tarento, donde pasó 5 meses fuera de servicio. 
Durante la guerra en el Mar Mediterráneo, el Vittorio Veneto tomó parte en 56 misiones de guerra, once de las cuales consistieron en cazar barcos enemigos. 
- 1940
  - 1 de septiembre: operación Hats;
  - 29 de septiembre: operación MB 5;
  - 11 de noviembre: batalla de Tarento;
  - 27 de noviembre: batalla del Cabo Spartivento o Batalla de Cabo Teulada;

- 1941
  - 8 de febrero: bombardeo de Genoa;
  - 27 de marzo: batalla de la isla de Gavdos;
  - 28 de marzo: batalla del Cabo Matapán. El comandante del barco fue Capitano di Vascello Giuseppe Sparzani y el comandante de la escuadra italiana, abanderada por el Vittorio Veneto, fue el Ammiraglio di Squadra Angelo Iachino;
- 27 de septiembre: convoy Albert a Malta;
- 14 de diciembre: cancelados los convoyes italianos en el mar Mediterráneo.

1942
- 15 de junio: Vittorio Veneto fue partícipe de la Operación Vigorous, donde éste y el Littorio dispersaron un convoy británico proveniente de Alejandría con tan sólo con su presencia en la zona.

1943
- 9 de septiembre: rendición de la Regia Marina.

Después del armisticio del 8 de septiembre de 1943, el Vittorio Veneto fue enviado a Egipto y se internó en el Gran Lago Amargo, en el Canal de Suez; con el propósito de luchar al lado de los buques del bando aliado en el sur de Francia y en el Océano Pacífico, posteriormente fue descomisionado debido a circunstancias políticas y operacionales. Tras el conflicto fue asignado al Reino Unido como compensación de guerra, sin embargo, finalmente, fue devuelto a Italia, donde fue desguazado en 1948.